# 巴希尔·艾哈迈德
巴希尔·艾哈迈德（1934年12月23日—），巴基斯坦前男子曲棍球运动员。他曾代表巴基斯坦国家队参加1960年夏季奥林匹克运动会曲棍球比赛，获得金牌。